# Перес, Алексис
А́лексис Рафаэ́ль Пе́рес Фонтани́лья (исп. Alexis Rafael Pérez Fontanilla; род. 25 марта 1994, Барранкилья) — колумбийский футболист, защитник аргентинского клуба «Ланус».

## Биография
Алексис Перес является воспитанником клуба «Униаутонома» из родной Барранкильи. В основном составе «Униаутономы» дебютировал 6 апреля 2013 года в гостевой игре против «Итагуи Леонес» в матче Примеры B (второго дивизиона Колумбии). Барранкильцы выиграли со счётом 4:0. По итогам сезона «Униаутонома» стала победителем чемпионата и добилась права выступить в Примере в следующем сезоне. На высшем уровне Алексис Перес впервые сыграл 25 января 2014 года в домашнем матче Кубка Мустанга против «Депортес Толимы» (победа 3:2).
Во второй половине 2014 года Перес был отдан в аренду в «Вильярреал B», но в основе этой команды так и не сыграл. Вторую часть сезона, то есть первую половину 2015 года, колумбиец отыграл в испанской Сегунде за «Реал Вальядолид B». После этого вернулся в «Униаутоному» и доиграл до конца года, после чего клуб прекратил своё существование.
В 2016—2017 годах Перес выступал за более статусную команду родного города — «Хуниор». Вместе с «акулами» защитник сумел занять второе место в Апертуре 2016, а также дойти до финала Кубка Колумбии.
С 2017 по 2019 год выступал в Мексике за «Керетаро». Он не играл за команду в Клаусуре 2020 года, поскольку восстанавливался от травмы, полученной в октябре 2019 года. А вскоре после начала Клаусуры турнир был досрочно прекращён из-за пандемии COVID-19. В июне 2020 года стал свободным агентом.
В октябре 2020 года Алексис был представлен в качестве игрока аргентинского «Лануса».
В розыгрыше Южноамериканского кубка 2020 Алексис Перес принял участие в восьми матчах «Лануса». Команда сумела во второй раз в истории выйти в финал этого турнира.

## Титулы и достижения
- Вице-чемпион Колумбии: Апертура 2016
- Финалист Кубка Колумбии: 2016
- Победитель Примеры B (второй дивизион): 2013
- Финалист Южноамериканского кубка: 2020